# Кировское городское поселение
Ки́ровское городско́е поселе́ние — муниципальное образование в составе Кировского района Ленинградской области.
Административный центр — город Кировск.
Глава поселения — Литвинов Андрей Александрович, глава администрации — Кротова Ольга Николаевна.

## Местоположение
Кировское городское поселение расположено на западе Кировского района.
Граничит:
- на севере — со Шлиссельбургским городским поселением и Синявинским городским поселением
- на востоке — с Приладожским городским поселением
- на юге — со Мгинским городским поселением и Павловским городским поселением
- на западе — со Всеволожским районом Ленинградской области

По территории поселения проходят автодороги:
- А120 (Санкт-Петербургское южное полукольцо)
- 41К-121 (Санкт-Петербург — Кировск)
- 41К-126 (Подъезд к мемориалу «Синявинские высоты»)

Расстояние от административного центра района до Санкт-Петербурга — 42 км.

## История
Кировское городское поселение образовано 1 января 2006 года в соответствии с областным законом № 100-оз от 29 ноября 2004 года «Об установлении границ и наделении соответствующим статусом муниципального образования Кировский муниципальный район и муниципальных образований в его составе».

## Население
| 2006    | 2010    | 2011    | 2012    | 2013    | 2014    | 2015    | 2016    |
| ------- | ------- | ------- | ------- | ------- | ------- | ------- | ------- |
| 24 600  | ↗26 641 | ↘26 604 | ↘26 474 | ↗26 694 | ↘26 419 | ↗26 719 | ↘26 689 |
| 2017    | 2018    | 2019    | 2020    | 2021    | 2023    | 2024    | 2025    |
| ↗27 001 | ↗27 400 | ↗27 701 | ↗27 889 | ↗28 269 | ↘28 128 | ↘28 039 | ↗28 148 |

## Состав
В соответствии с областным законом от 29.11.2004 № 100-оз в состав Кировского городского поселения входят 2 населённых пункта:
| № | Населённый пункт | Тип населённого пункта        | Население      |
| - | ---------------- | ----------------------------- | -------------- |
| 1 | Кировск          | город, административный центр | ↗27 083 (2025) |
| 2 | Молодцово        | посёлок                       | ↗1065 (2025)   |